# 加藤寛治

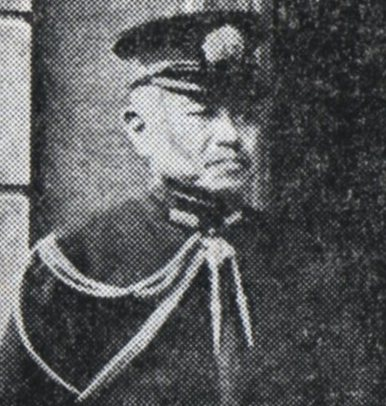
加藤寛治

加藤 寛治（かとう ひろはる/かんじ、1870年10月26日（明治3年10月2日） - 1939年（昭和14年）2月9日）は、明治、大正、昭和期の日本の海軍軍人、海軍大将。福井県福井市出身。元福井藩士、海軍大尉・加藤直方の長男。息子・孝治は陸軍大将・武藤信義の養子。

## 略歴
攻玉社を経て、1891年（明治24年）に海軍兵学校18期首席卒業。砲術練習所学生、戦艦「富士」回航委員（英国出張）・分隊長、通報艦「龍田」航海長などの役目を果して、ロシア駐在となった。この時、同地にいた広瀬武夫と親しくしていた。海軍部内切ってのロシア通と呼ばれる存在であった。
1904年（明治37年）3月、戦艦「三笠」砲術長として日露戦争に参加し、それ迄の各砲塔単独による射撃を、檣楼上の弾着観測員からの報告に基いて砲術長が統制する方式に改め、遠距離砲戦における命中率向上に貢献した。戦争後半の1905年（明治38年）2月に海軍省副官兼海相秘書官として勤務した。
戦後、1907年（明治40年）1月から8月まで伏見宮貞愛親王に随行しイギリスに出張し、装甲巡洋艦「浅間」「筑波」副長を歴任。1909年（明治42年）、駐英大使館付武官。1911年（明治44年）、海軍兵学校教頭。
第一次世界大戦中、南遣枝隊の指揮官としてイギリス海軍と協同してドイツ艦船の警戒に任じた。この時の指揮統率は見事であったという。1920年（大正9年）6月に海軍大学校校長を務めた。
1919年7月から翌年6月にかけて、加藤は視察団の団長として、ドイツを含むヨーロッパ諸国に派遣された。アルフレート・フォン・ティルピッツ提督やパウル・ベーンケ提督らのドイツ海軍首脳には、ヴェルサイユ条約で厳しく制限されたドイツの将来の発展のために、その技術力を海外で温存、発展させようという意図があり、ドイツ海軍の好意の下に視察を終えた加藤は、ドイツの技術力を高く評価する御前報告を行った。1921年、加藤は首席随員としてワシントン会議に赴く途中、再びドイツにティルピッツ提督を訪れ、将来の日独両海軍の相互協力関係強化を働きかけた。
ワシントン会議には首席随員として赴くが、ワシントン海軍軍縮条約反対派であったため、条約賛成派の主席全権加藤友三郎（海相）と激しく対立する。しかしワシントン軍縮条約後の人員整理（中将は9割）で、“ワンマン大臣”と呼ばれた加藤友三郎が加藤寛治を予備役に入れず、逆に軍令部次長に据えたことなどから、加藤友三郎は加藤寛治を後継者の一人と考えていた可能性さえあり、両加藤の間に決定的な対立は存在しなかったという見方もある。
1926年（大正15年）12月から1928年（昭和3年）12月まで連合艦隊司令長官兼第1艦隊司令長官、その間、1927年（昭和2年）4月1日に海軍大将に昇進している。東郷平八郎の「訓練に制限なし」という言葉をモットーに猛訓練を行う。
しかし、同年8月24日の夜間訓練中に4隻が衝突する美保関事件が発生、駆逐艦が1隻沈没するなどにより殉職119名を出した。査問委員会で査問に付されるが責任問題は退けられる。
1929年（昭和4年）1月、鈴木貫太郎が急遽侍従長に転じた後を襲って、海軍軍令部長に親補された。ロンドン海軍軍縮条約批准時にも巡洋艦対米7割を強硬に主張し反対、首相濱口雄幸、海相財部彪と対立。これが統帥権干犯問題に発展し、1930年（昭和5年）6月の条約批准後、帷幄上奏（昭和天皇に直接辞表を提出）し軍令部長を辞任。岡田啓介ら条約派に対し、伏見宮博恭王・末次信正らとともに艦隊派の中心人物となった。
晩年、元帥府に列しようとする話が持ち上がったが、条約派の反対で沙汰やみになった、1935年（昭和10年）11月2日、後備役。1939年（昭和14年）2月9日、脳出血により死去。対米強硬派であったが、最晩年には米英との交戦を避ける心境に近づいていたといわれる。

## 栄典・授章・授賞
位階
- 1894年（明治27年）4月16日 - 正八位[10]
- 1898年（明治31年）3月21日 - 正七位[11]
- 1903年（明治36年）5月20日 - 従六位[12]
- 1906年（明治39年）11月30日 - 正六位[13]
- 1911年（明治44年）2月20日 - 従五位[14]
- 1916年（大正5年）3月10日 - 正五位[15]
- 1920年（大正9年）12月20日 - 従四位[16]
- 1923年（大正12年）7月31日 - 正四位[17]
- 1926年（大正15年）8月16日 - 従三位[18]
- 1929年（昭和4年）9月16日 - 正三位[19]
- 1934年（昭和9年）10月1日 - 従二位[20]
- 1939年（昭和14年）2月9日 - 正二位[21]

勲章等
| 受章年                     | 略綬 | 勲章名                       | 備考 |
| -------------------------- | ---- | ---------------------------- | ---- |
| 1895年（明治28年）11月18日 |      | 勲六等単光旭日章             |      |
| 1895年（明治28年）11月18日 |      | 明治二十七八年従軍記章       |      |
| 1901年（明治34年）5月31日  |      | 勲五等瑞宝章                 |      |
| 1904年（明治37年）11月29日 |      | 勲四等瑞宝章                 |      |
| 1906年（明治39年）4月1日   |      | 功四級金鵄勲章               |      |
| 1906年（明治39年）4月1日   |      | 旭日小綬章                   |      |
| 1906年（明治39年）4月1日   |      | 明治三十七八年従軍記章       |      |
| 1909年（明治42年）4月18日  |      | 皇太子渡韓記念章             |      |
| 1915年（大正4年）11月7日   |      | 旭日中綬章                   |      |
| 1915年（大正4年）11月7日   |      | 大正三四年従軍記章           |      |
| 1918年（大正7年）9月26日   |      | 勲二等瑞宝章                 |      |
| 1920年（大正9年）11月1日   |      | 功三級金鵄勲章               |      |
| 1920年（大正9年）11月1日   |      | 旭日重光章                   |      |
| 1920年（大正9年）11月1日   |      | 大正三年乃至九年戦役従軍記章 |      |
| 1920年（大正9年）11月1日   |      | 戦捷記章                     |      |
| 1929年（昭和4年）12月28日  |      | 旭日大綬章                   |      |
| 1931年（昭和6年）10月31日  |      | 金杯一個                     |      |
| 1935年（昭和10年）11月4日  |      | 金杯一組                     |      |

外国勲章佩用允許
| 受章年                    | 国籍           | 略綬 | 勲章名                               | 備考 |
| ------------------------- | -------------- | ---- | ------------------------------------ | ---- |
| 1907年（明治40年）2月26日 | プロイセン王国 |      | 赤鷲第三等勲章                       |      |
| 1907年（明治40年）9月21日 | イタリア王国   |      | サンモーリスエラザル第四等勲章       |      |
| 1910年（明治43年）4月1日  | 大韓帝国       |      | 韓国皇帝陛下南西巡幸記念章           |      |
| 1919年（大正8年）6月4日   | イギリス帝国   |      | 聖マイケル・聖ジョージ第二等勲章     |      |
| 1920年（大正9年）12月3日  | イタリア王国   |      | 王冠第二等勲章                       |      |
| 1920年（大正9年）12月3日  | ルーマニア王国 |      | 王冠剱附第二等勲章                   |      |
| 1920年（大正9年）12月22日 | フランス共和国 |      | レジオンドヌール勲章コンマンドール   |      |
| 1921年（大正10年）3月11日 | アメリカ合衆国 |      | 海軍殊勲章                           |      |
| 1923年（大正12年）10月2日 | 支那共和国     |      | 一等大綬嘉禾章                       |      |
| 1934年（昭和9年）3月1日   | 満洲帝国       |      | 建国功労章                           |      |
| 1936年（昭和11年）8月20日 | フランス共和国 |      | レジオンドヌール勲章グラントフィシエ |      |

## 人物
- 兵学校時代には江田島の寄宿舎もなく、船が寄宿舎であったため、後の兵学校のような厳しい軍規はできておらず、試験前になると夜中に灯りをつけて勉強し一番をとった。
- 校長時代、入校式では「当校は戦争に勝てばよいので、哲学も宗教も思想も必要ない」と訓示の中で述べていた。
- 美保関事件発生当時、高橋三吉連合艦隊参謀長が旗艦「長門」の退避を提案、加藤も賛同した。それに対して大川内伝七参謀が、「死傷者が多数出ているのに長官だけ先に帰るとは何事か」と怒声とともに抗議し、加藤は絶句したという。結局、前言を撤回して事故の収束に当たったが、加藤はわだかまりを感じたようで、のちに大川内と同郷の百武源吾に「（大川内や百武の郷土）佐賀の人間は偏屈で狭量」と口を滑らせ、逆に百武から罵倒される原因となった。
- 真崎甚三郎と親しく、二・二六事件では事件発生の朝、伏見宮、真崎と協議を行った後三人で参内し、伏見宮が昭和天皇に拝謁したが、天皇の不興を買う。加藤はのち憲兵隊の取調べを受けた。
- 斎藤実とともに日露協会の幹部を務め、駐日大使のアレクサンドル・トロヤノフスキーとは親しくした[47]。

## 著作
- 『加藤寛治日記 続・現代史資料（5）』（みすず書房、2004年にオンデマンド版） ISBN 4-622-06151-1
大正7年（1918年）から昭和14年（1939年）までの、シベリア出兵、ワシントン・ロンドン両条約批准から廃棄にいたる海軍内の策動と陸軍、政府、その他的人物の往来を詳しく記録し、さらに満州事変、五・一五事件、二・二六事件、盧溝橋事件などを記す。関連文書、書翰を併収。